# 野韭
野韭（学名：Allium ramosum）是葱科葱属的植物。分布在俄罗斯、蒙古以及中国大陆的宁夏、陕西、山东、甘肃、河北、吉林、内蒙古、青海、黑龙江、山西、新疆、辽宁、湖北等地，生长于海拔460米至2,100米的地区，常生于草坡、向阳山坡和草地上，目前已由人工引种栽培。